# 黄来兴
黄来兴（1985年2月—），广东台山人，中华人民共和国政治人物。

## 生平
1985年2月，黄来兴出生在广东省台山县（今台山市）。2003年，黄来兴考入华南农业大学法学专业，在校期间的2005年12月加入中国共产党，2007年毕业后在家待业。
2007年12月，黄来兴进入台山市公安局水步派出所成为一名科员。2011年7月，黄来兴转任台山市台城街道党工委委员。2013年7月转任中共台山市汶村镇党委副书记，8月兼任镇长，2017年10月升任党委书记。2019年4月，黄来兴调任江门市新会区人民政府党组成员、副区长。2020年11月，黄来兴出任江门市银湖湾滨海新区管理委员会主任。2023年4月27日，黄来兴升任徐闻县人民政府县长。

### 落马
2024年4月21日，黄来兴涉嫌“严重违纪违法”接受广东省纪委监委纪律审查和监察调查，他是中共十八大反腐以来落马的第四任徐闻县人民政府县长，也是改革开放以来落马的第八任徐闻县人民政府县长。